# Tezepelumab
Il tezepelumab, commercializzato sotto il nome di Tezspire, è un anticorpo monoclonale umano usato per il trattamento dell'asma. Il farmaco blocca la linfopoietina timica stromale (TSLP), una citochina epiteliale che si suppone svolgere un ruolo cruciale nell'innesco e nel mantenimento del processo infiammatorio delle vie aeree.
I più comuni effetti collaterali osservati sono faringite sintomatica (mal di gola) e artralgia.
L'uso medico del tepelizumab è stato approvato nel dicembre 2021 negli Stati Uniti e nel settembre 2022 nell'Unione Europea.

## Uso medico
Il tezepelumab è indicato per la terapia conservativa negli individui di 12 o più anni di età affetti da asma in forma severa.

## Storia
Due studi clinici principali, per i quali sono stati reclutati un totale di 1 500 individui adulti e adolescenti con asma parzialmente o completamente refrattaria ad altre terapie, hanno mostrato che il tezepelumab è efficace nel ridurre la frequenza e l'entità delle crisi asmatiche in questo tipo di pazienti.

### Status legale
Il 21 luglio 2022, il Comitato per i Medicinali ad Uso Umano, organismo di valutazione e supervisione farmacologica dell'EMA, dette un parere positivo all'autorizzazione della messa in commercio del tezepelumab, suggerendo di utilizzare il farmaco come trattamento supplementare in forme di asma particolarmente severe negli adolescenti e negli adulti. La casa farmaceutica che si incarica di produrre l'anticorpo è AstraZeneca AB.

## Ricerca
Il tezepelumab è tuttora oggetto di studi volti a valutarne l'efficacia nel ridurre la sintomatologia della broncopneumopatia cronica ostruttiva (BPCO) o per rallentarne la progressione; si sta studiando l'impiego dell'anticorpo anche in pazienti affetti da rinosinusite cronica con polipi nasali, da orticaria cronica idiopatica e da esofagite eosinofila.
In alcuni studi clinici giunti alla fase III, il tezepelumab ha dimostrato un'ampia efficacia, comparato al placebo, nel ridurre le manifestazioni asmatiche in pazienti affetti da forme severe della malattia e refrattari ad altri farmaci antiasmatici.